# Zandera
Zandera est une revue de botanique semestrielle que fait paraître Bücherei des Deutschen Gartenbaues e.V. à Berlin, et dont la publication a débuté en 1982.